# Telipogon jucusbambae
Telipogon jucusbambae är en orkidéart som beskrevs av Dodson och Rodrigo Escobar. Telipogon jucusbambae ingår i släktet Telipogon och familjen orkidéer.
Artens utbredningsområde är Peru. Inga underarter finns listade i Catalogue of Life.